# Hans Biebow

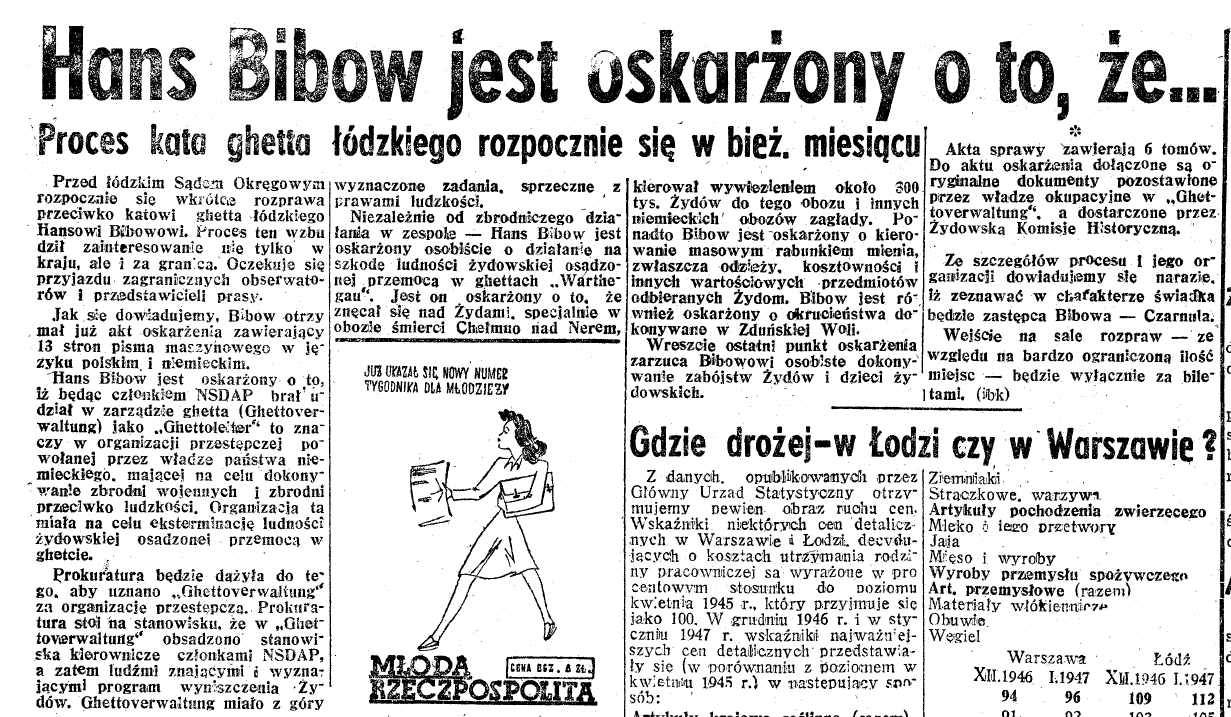
Informacja o początku procesu karnego Hansa Biebowa, opublikowana w wydaniu Dziennika Łódzkiego z 3 kwietnia 1947 r.

Hans Biebow (ur. 18 grudnia 1902 w Bremie, zm. 23 czerwca 1947 w Łodzi) – niemiecki zbrodniarz wojenny, członek NSDAP i szef niemieckiej cywilnej administracji łódzkiego getta. Przed wojną handlarz kawą w Bremie.

## Życiorys
Po skończeniu szkoły realnej pracował w firmie ubezpieczeniowej swojego ojca, gdzie spędził trzy lata, następnie pracował dla banku żywności w Bremie, a później jako handlarz zbożem oraz kawą. W 1937 roku wstąpił do NSDAP. W kwietniu 1940, po utworzeniu żydowskiego getta w Łodzi, został mianowany szefem biura ekonomiczno-żywnościowego getta w okupacyjnym magistracie (Stadtverwaltung Litzmannstadt), które w październiku 1940 przekształcono w „Zarząd getta” („Ghettoverwaltung”). W szczytowym okresie pracowało w nim 250 niemieckich urzędników. W codziennym zarządzie gettem kontaktował się z żydowską administracją getta, przede wszystkim z jej szefem – Przełożonym Starszeństwa Żydów w Litzmannstadt (Łodzi) – Chaimem Mordechajem Rumkowskim.
Będąc szefem niemieckiej administracji łódzkiego getta, doszedł do bogactwa. Okradał Żydów, przywłaszczał sobie ich mienie oraz korzystał z ich darmowej niewolniczej pracy. W Pabianicach wybudował specjalne magazyny w których składowano mienie pomordowanych ofiar obozu zagłady Kulmhof w Chełmnie nad Nerem. Mienie to następnie wysyłano do Niemiec, a Biebow często przywłaszczał sobie jego część. Początkowo opowiadał się za wykorzystaniem Żydów do niewolniczej pracy, zamiast ich eksterminacji. Toczył nawet w tej sprawie spory z SS obawiając się pozbawienia władzy nad gettem i utraty źródła dochodów. Jednak gdy w grudniu 1941 rozpoczęły się deportacje do Chełmna i Biebow zaaprobował politykę eksterminacyjną, dążąc jednak przy tym do przedłużania istnienia getta (mając na uwadze własne profity materialne).
Po decyzji likwidującej getto, Biebow aktywnie i gorliwie brał udział w organizacji transportów do Chełmna i Auschwitz-Birkenau (lipiec i sierpień 1944). Po wywiezieniu ostatnich więźniów getta (29 sierpnia 1944) do końca okupacji niemieckiej w Łodzi (19 stycznia 1945) nadzorował wywożenie pożydowskiego mienia pozostawionego w getcie do Rzeszy, przy pomocy specjalnie w tym celu pozostawionego około 800-osobowego komanda roboczego. Zdołał zbiec z Łodzi niedługo przed wkroczeniem do miasta wojsk radzieckich.
Został aresztowany w styczniu 1946 w Niemczech, w brytyjskiej strefie okupacyjnej, a następnie wydany (ok. połowy 1946) władzom polskim. Najpierw osadzony w więzieniu mokotowskim w Warszawie, został przewieziony do Łodzi (do więzienia przy ul. S. Sterlinga 16) i postawiony przed Sądem Okręgowym. Po prawie tygodniowej rozprawie 30 kwietnia 1947 uznany jego wyrokiem za winnego zbrodni ludobójstwa i skazany na karę śmierci przez powieszenie. Wyrok wykonano 23 czerwca 1947 w nieistniejącym już dziś więzieniu przy ul. S. Sterlinga 16. Jego zwłoki przekazano Collegium Anatomicum Uniwersytetu Łódzkiego dla nauki anatomii przez studentów medycyny.